# Хартбист
Хартбист (лат. Alcelaphus buselaphus) је врста сисара из породице шупљорогих говеда (Bovidae) и једина врста у роду Alcelaphus.

## Распрострањење
Ареал хартбиста обухвата већи број држава. Врста има станиште у Кенији, Судану, Етиопији, Замбији, Анголи, Танзанији, Бурундију, Централноафричкој Републици, Чаду, Еритреји, Гамбији, Намибији, Сенегалу, Уганди, Малију, Нигеру, Нигерији, Камеруну, Јужноафричкој Републици, Бенину, Боцвани, Буркини Фасо, Обали Слоноваче, Гани, Гвинеји, Гвинеји Бисао, Тогу.
Регионално је изумрла у Египту, Либији, Лесоту, Алжиру, Мароку, Сомалији и Тунису.
Реинтродукована је у Зимбабвеу и Свазиленду.

## Станиште
Станишта врсте су шуме, саване, травна вегетација, екосистеми ниских трава и шумски екосистеми и пустиње. 
Врста је присутна у подсахарском подручју, као и у источној и јужној Африци.

## Угроженост
Ова врста је наведена као последња брига, јер има широко распрострањење и честа је врста.